# Konrad Stolle

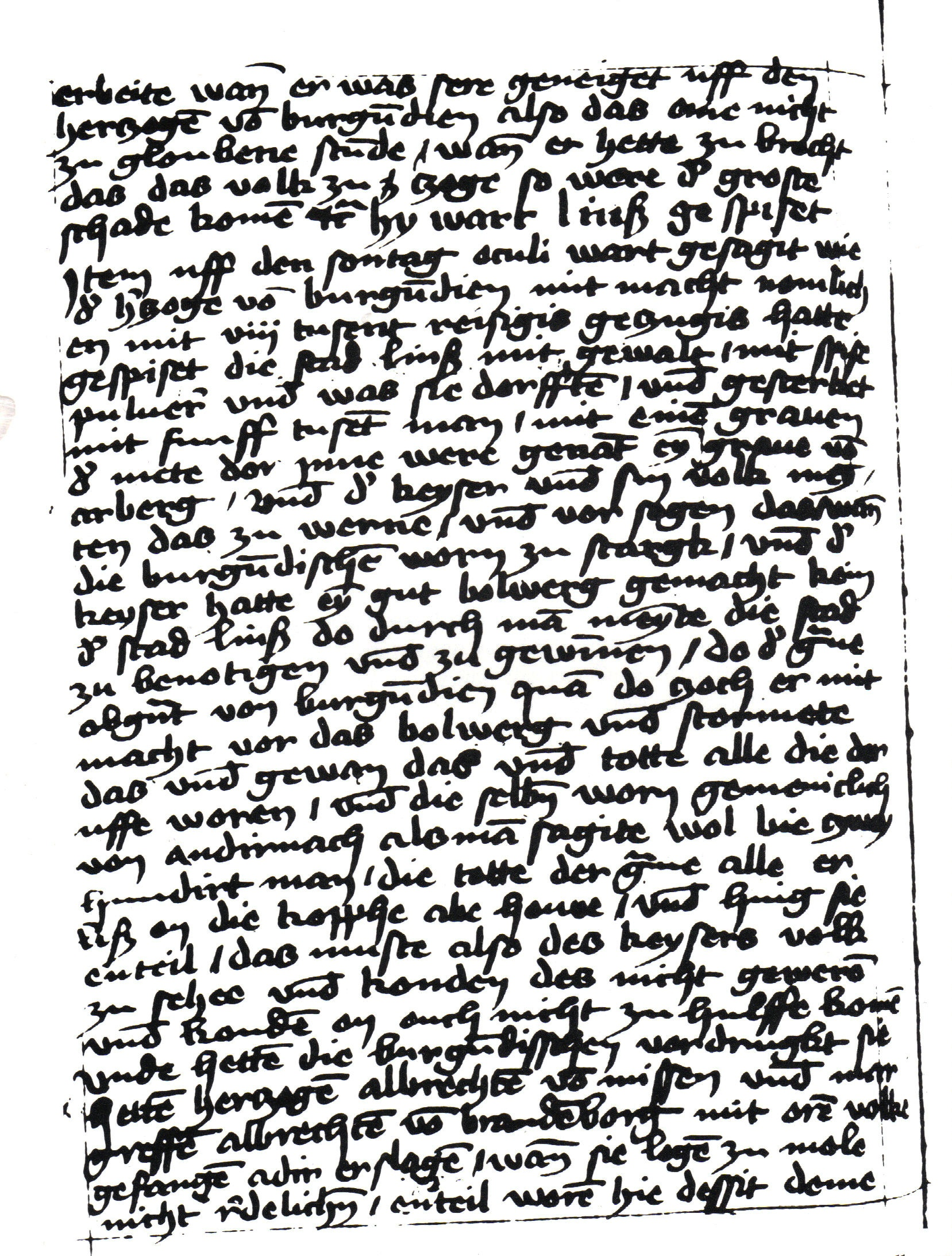
Autograph (?) von Konrad Stolle

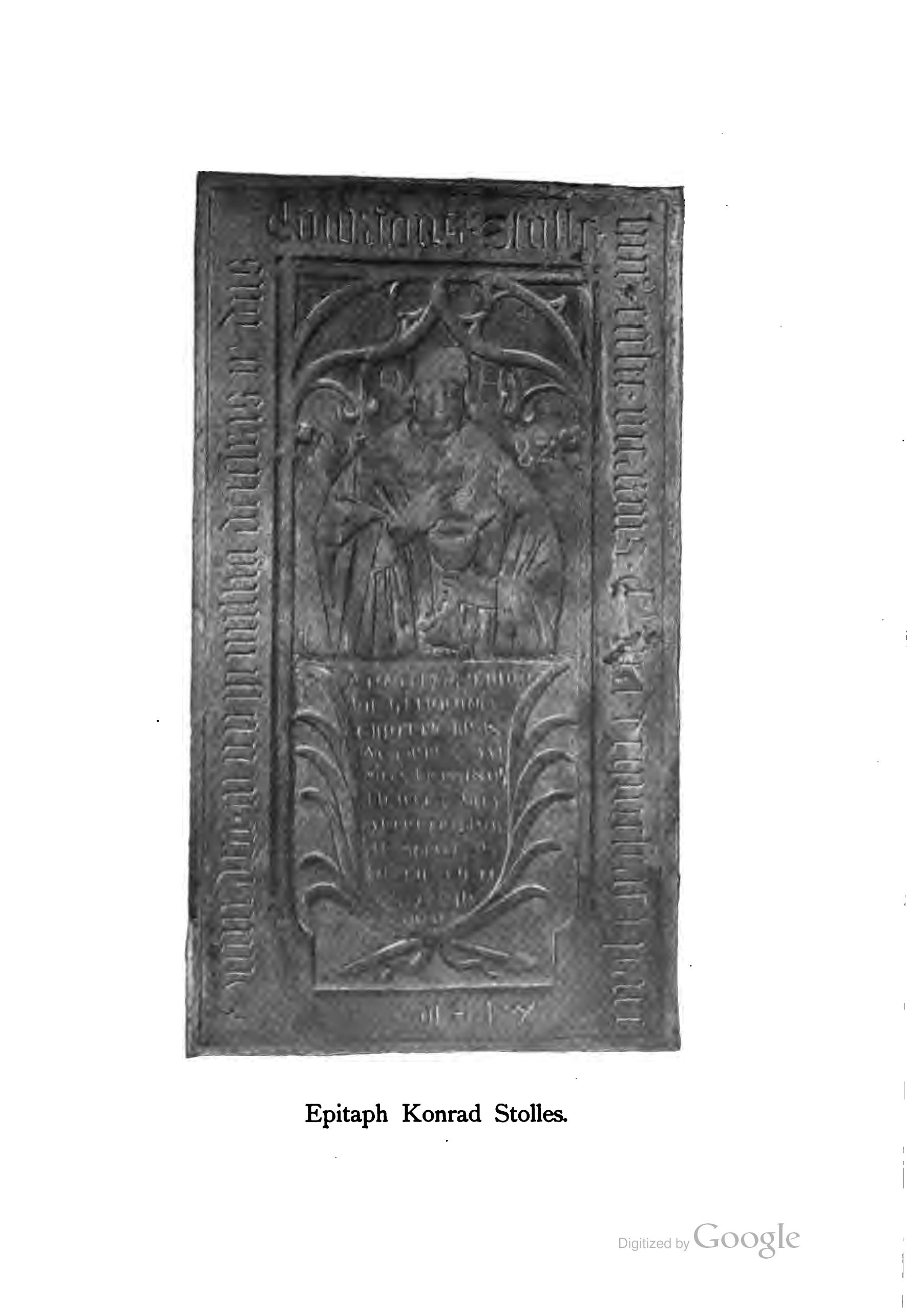
Epitaph Stolles

Konrad Stolle (* 1436 in Niederzimmern unter dem Ettersberg; † 30. Dezember 1501 in Erfurt) war ein Erfurter Chronist.
Nach dem Besuch der Schule des Erfurter Severistiftes und der Schule in Langensalza dürfte Stolle studiert haben, möglicherweise in Italien, wo er sich 1458–1463 aufhielt. Nach der Rückkehr übernahm er in Erfurt Vikarien (im Severistift, im Weißfrauenkloster und an der Pfarrkirche St. Bartholomäus). Eine Priesterweihe ist jedoch nicht belegt. In der ehemaligen Stiftskirche St. Severi ist noch heute sein Grabstein erhalten, der ihn im priesterlichen Gewand zeigt.
Ab 1477 zeichnete er in seinem Memoriale, einer thüringisch-erfurtischen Chronik, Zeitereignisse auf. Die einzige Handschrift (wohl Autograph) ist in der Thüringer Universitäts- und Landesbibliothek Jena erhalten geblieben (Ms. Sag. q. 3). Sein Werk, in das Stolle zahlreiche eigenständige Texte (z. B. Lieder über die Burgunderkriege) aufnahm, gilt als lebendig erzählende Darstellung und wichtige kulturhistorische Quelle.